# Ludovic-Oscar Frossard

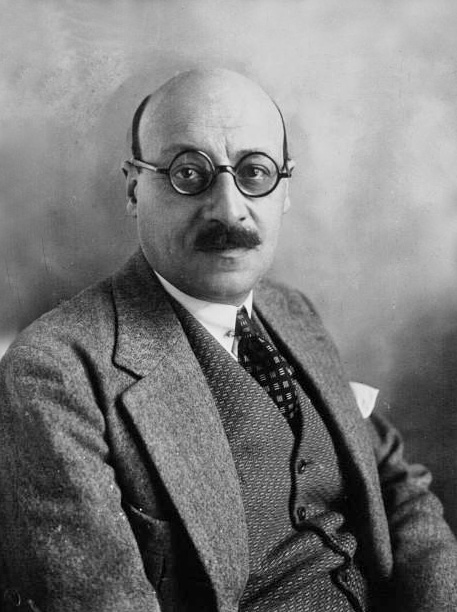
L.-O. Frossard 1929

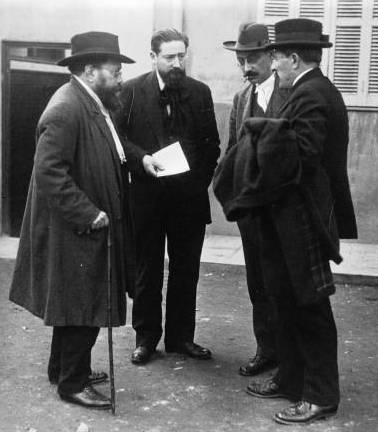
Kongress der PCF 1921: Rappoport, Renoult, Frossard, Cachin

Louis-Oscar Frossard, oft auch L.-O. Frossard oder Ludovic-Oscar Frossard genannt, (* 5. März 1889 in Foussemagne; † 11. Februar 1946 in Paris oder Foussemagne), war ein französischer Politiker und Journalist. Von 1918 bis 1920 war er Generalsekretär der Section française de l’Internationale ouvrière (also der dominierenden sozialistischen Partei, die später zur Parti socialiste wurde) und von 1921 bis 1923 Generalsekretär der Section française de l’Internationale communiste (französische Sektion der Kommunistischen Internationale, die Vorläuferin der Parti communiste français). Ab 1928 war er Abgeordneter und zwischen 1935 und 1940 Minister in mehreren Regierungen.

## Leben

### Anfänge
Louis-Oscar Frossard, Sohn eines antiklerikalen, radikal-sozialistischen Sattlermeisters und einer Mutter jüdischer Herkunft, Stéphanie Schwob (1861–1924), besuchte eine höhere Grundschule (Enseignement primaire supérieur) und trat 1905 in das Lehrerseminar (École normale primaire) von Belfort ein, um Lehrer zu werden. Er wurde anschließend an die Schule von Petit-Croix berufen. Als sozialistischer Aktivist wurde er wiederholt von seinen Vorgesetzten schikaniert und sein Antimilitarismus führte 1913, kurz nach dem Ende seines Militärdienstes, zu seiner Entlassung aus dem Schuldienst.

### Politische Karriere
Frossard wurde der erste sozialistische Funktionär des Départements Haut-Rhin (des späteren Territoire de Belfort), Chefredakteur der Lokalzeitung Germinal de Belfort und (erfolgloser) sozialistischer Kandidat bei den Parlamentswahlen 1914 im ersten Wahlkreis von Belfort. Während des Krieges nahm er zusammen mit Jean Longuet und Paul Faure an den Kämpfen der sozialistischen Minderheit (auch Zimmerwalder genannt) teil, die zwar pazifistisch, aber patriotisch eingestellt war. Er wurde ständiger Delegierter für Propaganda und im Oktober 1918 Sekretär der Section française de l’Internationale ouvrière (SFIO). 1919 kandidierte er bei den Parlamentswahlen im Département Seine auf der von Jean Longuet angeführten sozialistischen Liste, wurde aber nicht gewählt.
Zu dieser Zeit haderte die Mehrheit der SFIO-Mitglieder mit der Zweiten Internationale und stimmte im Februar auf dem 17. Parteikongress der SFIO für den Austritt. Frossard wurde zusammen mit Marcel Cachin nach Moskau entsandt, um den Beitritt zur Dritten Internationale zu prüfen. Nach ihrer Rückkehr befürworteten beide den Beitritt; dieser wurde auf dem 18. Parteikongress in Tours beschlossen und führte zur Spaltung der Partei in SFIO und SFIC (Section française de l’Internationale communiste).
Er wurde Generalsekretär der jungen Kommunistischen Partei (PCF), wurde aber von der Internationale wegen seiner Haltung auf dem II. Parteitag der PCF desavouiert und lehnte die 22. Moskauer Bedingung (Verbot der Mitgliedschaft in der Freimaurerei durch die Komintern) ab, woraufhin er am 1. Januar 1923 zurücktrat. (Ab 1926 war er Freimaurer und Mitglied der Loge L’Internationale des Grand Orient de France.) Er gründete daraufhin die Parti communiste unitaire, die 1924 nach dem Zusammenschluss mit anderen Splittergruppen in die Union socialiste communiste umgewandelt wurde. Bei den Parlamentswahlen kandidierte er erfolglos auf der Liste des Cartel des gauches im Département Seine.
Danach kehrte er zur SFIO zurück und schloss sich Jean Longuet in der Redaktion der Nouvelle revue socialiste an, die er von 1925 bis 1930 leitete. Er wurde 1928 zum sozialistischen Abgeordneten für Martinique und 1932 für die Haute-Saône gewählt (Wahlkreis Lure (Haute-Saône)). Sein Abgeordnetenmandat hatte er bis 1942 inne. Er war auch Chefredakteur der Tageszeitung Le Soir, Mitglied des Generalrats von Lure und Bürgermeister von Ronchamp. Frossard verließ die sozialistische Partei und Fraktion, um Arbeitsminister in den Kabinetten Bouisson, Laval IV und Sarraut II (1. Juni 1935 bis 4. Juni 1936) zu werden. Mit der Volksfrontbewegung hatte er wenig zu tun (er verlor seinen Ministerposten, als die Volksfront an die Macht kam), blieb aber der gemäßigten Linken verbunden. Nachdem er 1936 als republikanisch-sozialistischer Abgeordneter (Union socialiste républicaine) der Haute-Saône wiedergewählt worden war, bekleidete er ab Januar 1938 erneut Ministerämter: Staatsminister für die Präsidialdienste im vierten Kabinett Chautemps, dann Informationsminister im zweiten Kabinett Blum (März–April 1938) und schließlich Minister für öffentliche Arbeiten im dritten Kabinett Daladier (10. April bis 23. August 1938). Er trat aus Protest gegen den „Rechtsruck“ der Regierung in der Frage der 40-Stunden-Woche zurück.
Am 21. März 1940 übernahm er im Kabinett des Ratspräsidenten Paul Reynaud das Ministerium für öffentliche Arbeiten und blieb auch in der von Philippe Pétain im Juni 1940 zur Unterzeichnung des Waffenstillstands gebildeten Regierung. Im Juli stimmte er für die Übertragung der Vollmachten an Pétain.

### Späte Jahre
Er lehnte einen Sitz im Nationalrat des französischen Staates (Conseil national) ab, arbeitete aber während der Besatzungszeit weiterhin als Journalist. Er schrieb für La Tribune de Saint-Étienne und gründete Le Mot d'ordre, eine Tageszeitung, die in der freien Zone von Marseille erschien und in der er die Vorzüge der nationalen Revolution pries, die allein in der Lage sei, die Ungerechtigkeiten der Gesellschaft zu reformieren.
Er blieb seinen Freunden treu und setzte sich mehrmals bei Pierre Laval für Édouard Herriot und Léon Blum ein. 1943 erwägte Pétain, ihn in die Regierung zu berufen.
Wegen seiner Vichy-Aktivitäten wurde er bei der Befreiung verhaftet, aber freigesprochen. Mit Entscheidung vom 31. Dezember 1945 bestätigt der Ehrengerichtshof jedoch den Entzug des passiven Wahlrechts, der ihm aufgrund seiner Stimmabgabe vom 10. Juli 1940 für den Verfassungsänderungsentwurf auferlegt worden war.
Er starb 1946, seine 1890 geborene Frau Rose Pétrequin 1979. Sie waren die Eltern von André Frossard, einem Widerstandskämpfer, der im Dezember 1943 von der Gestapo verhaftet und in Montluc interniert wurde.